# Arthur Lounsbery
Arthur Lounsbery (ランズベリー・アーサー Ranzuberī Āsā?,  California, Estados Unidos, 12 de septiembre de 1986) es un actor de voz y narrador japonés, afiliado a la agencia 81 Produce. Algunos de sus roles más conocidos incluyen el de Ken Ichijōji en las películas Digimon Adventure: Last Evolution Kizuna y Digimon Adventure 02: The Beginning, Ryugel Baran en Inazuma Eleven GO, Nitō Arthur en Million Arthur y Kaitō Tsukigami en Star-Myu.

## Biografía
Lounsbery nació en el estado de California, Estados Unidos, pero su familia se trasladó a la prefectura de Kanagawa cuando tenía aproximadamente 1/2 años de edad. Es tres cuartos japonés y un cuarto estadounidense. Lounsbery se graduó de la escuela secundaria a una edad muy temprana y tomó los exámenes de ingreso universitarios cuando se suponía debía asistir a su segundo año de secundaria. Un compañero de trabajo le recomendó trabajar en la industria de la actuación de voz tras graduarse de la secundaria, quien acababa de debutar como seiyū.

## Filmografía

### Anime
2011
- Phi Brain: Kami no Puzzle como Estudiante

2012
- Sket Dance como Sirviente
- Medaka Box como Presidente

2013
- Inazuma Eleven GO: Galaxy como Ryugel Baran
- Gatchaman Crowds
- Seiyū Sentai Boystome 7 como Hombre, mayordomo, hombre de gafas, estudiante

2014
- Duel Masters como Staff
- Dragon Collection como Comerciante A, soldado
- Haikyū!! como Shinji Watari,[5] Sakurai
- Buddy Complex como Garcian Bass,[6] Mishima
- Free! -Eternal Summer- como Estudiante

2015
- Omakase! Miracle Cat-dan como Kurokawa
- Cross Ange: Tenshi to Ryū no Rondo como Corresponsal
- Shokugeki no Sōma como Estudiante masculino A
- Haikyū!! 2 como Shinji Watari
- Star-Myu como Kaitō Tsukigami[7]

2016
- Aikatsu Stars! como Kanata Kira
- Kamiwaza Wanda como Tapioka-kun, Morimoto, hombre
- 12-Sai como Kenta Mori
- Atashi'n chi como Yankee A, joven A
- Maho Girls PreCure! como Estudiante
- Luck & Logic como Kitaoka
- Reikenzan: Hoshikuzu-tachi no Utage como Kumo[8]

2017
- Masamune-kun no Revenge como Shigeo Yamada
- Akiba's Trip como Trabajador
- Kirakira PreCure a la Mode como Estudiante
- Jigoku Shōjo como Yoshinori Nagayama
- Boku no Kanojo ga Majime Sugiru Shojo Bicchi na Ken como Seiya Hoshikawa[9]

### Películas animadas
- Aikatsu Stars! (2016) como Kanata Kira
- Digimon Adventure: Last Evolution Kizuna (2020) como Ken Ichijōji
- Digimon Adventure 02: The Beginning (2023) como Ken Ichijōji

### OVAs
- Kyō, Koi o Hajimemasu como Estudiante
- Kyōkai no Kanata como Youmu
- Star-Myu como Kaito Tsukigami

### CD dramas
- Kimi no Oudou como Rem[10])

### Radio
- Starmyu Radio - Mezase！Radio Star (26 de agosto de 2015 — 10 de febrero de 2016[11])